# ロイ・ジョーンズ・ジュニア 対 フェリックス・トリニダード戦
ロイ・ジョーンズ・ジュニア 対 フェリックス・トリニダード戦（ロイ・ジョーンズ・ジュニア たい フェリックス・トリニダードせん）は、2008年1月19日にアメリカ合衆国ニューヨークマディソン・スクエア・ガーデンで行われたプロボクシングの試合。ここ直近で敗北が目立っていたジョーンズ・ジュニアだったが直前2試合での勝利で復調の気配を感じたリスクを懸けたサバイバル戦。相手は元世界3階級制覇王者のトリニダードは約3年ぶりの復帰戦。前回のロナルド・ライトとの対戦では減点を喫しての完封負けの屈辱だった。しかも今回はミドル級のウェイトより15ポンドアップのライトヘビー級での本格的な進出戦となった。戦前はノンタイトルマッチで異例の階級を超えた夢の対戦として注目された。試合はトリニダードが序盤いい出だしでスタートを切ったが中盤からジョーンズ・ジュニアのナチュラルウェイトで戦っている分体格差が目立つようになっていき7回と10回にダウンをジョーンズ・ジュニアが奪い取って序盤の劣勢を跳ね返しての勝利だった。逆にトリニダードはこの試合でラストマッチとなってしまった。イベント名は「ブリング・オブ・ザ・タイタンズ」(タフすぎる1戦)。この試合はHBOがペイ・パー・ビューで生放送した。

## 成立まで
主催したドン・キングは2008年8月、ジョーンズ・ジュニアVSトリニダードを発表した。この発表に多くのメディアは階級を超えた一戦と報じ、呆然とするしかなかった。キングはこの試合を「ドリーム・マッチ(夢の一戦)」と表現して売り出した。しかもトリニダードはこの試合が約3年ぶりの復帰戦となるだけに今までのミドル級からライトヘビー級まで15ポンド増やして戦うという無謀すぎるのではといった声も上がっていた。ジョーンズ・ジュニアも直近の試合でこけており、ここ2戦でようやく復調の気配を感じておりリスクを大きくする相手にしたらトリニダードが適任だという事になった。

## 試合
初回はトリニダードが先手を打って強打を振っていく。右フックがジョーンズ・ジュニアの脳天を捉えてぐらつくが高い防御テクに後の一撃が続かない。しかもボディフック等を軸に攻撃をしておりボディがいい感じで決まっていくがコンビネーションはジョーンズ・ジュニアのブロッキングに阻まれており中々決定打が打てそうにない。2回はボディフックの決まる割合がどんどん多くなっていく。しかもまたしてもコンビネーションを時折放つがブロックの前に簡単に跳ね返されてしまった。
3回はボディフックがどんどん決まりジョーンズ・ジュニアのペースが落ちていく風に見えた。しかもジョーンズ・ジュニアはボディを叩いて「もっと打ってこい!」のアピールをしたり、コンビネーションを打つトリニダードに「もっと強いのが欲しい!」とジェスチャーやしゃべりも交えて挑発。3回終了のゴングと同時にジョーンズ・ジュニアが踊ってトリニダードを挑発した。4回はいつも通りトリニダードが攻勢を強めるがジョーンズ・ジュニアが本格的に反撃を開始。カウンターが時折決まるなどトリニダードがぐらつく場面が増えていく。
5回はジョーンズ・ジュニアがプレッシャーを強める。トリニダードがどんどん後退する場面が増えていく。コンパクトなパンチを放つジョーンズ・ジュニアにトリニダードとの体格差が少しずつ目立っていく。6回はシャープなパンチを放ってジョーンズ・ジュニアが優勢になっていく。しかも終了間際にトリニダードが一気にぐらついてしまう。
7回は一発狙いのジョーンズ・ジュニアの間合いに対しトリニダードが中々踏み込めない。そのうちにどんどんシャープなパンチをもらっていく。いきなり山が動いたが中盤。ジョーンズ・ジュニアのボディフックから右フックが決まると間をおいてトリニダードがダウン。一気に仕留めにシャープなパンチとアッパーを駆使していく。トリニダードがぐらついて下がっていく。8回はトリニダードがボディ打ちで打開策を打って行くが中々シャープなパンチを持つジョーンズ・ジュニアに中々打開が出来ない。上下の打ち分けでジョーンズ・ジュニアがペースをつかむ。
9回はトリニダードが下がりながらもボディフックや右フックを打って行く。シャープなコンビネーションでジョーンズ・ジュニアがトリニダードを少しずつ追い詰めていく。残り時間僅かでボディを打たれたトリニダードはまたしても下がっていく。10回はトリニダードが反撃。ジョーンズ・ジュニアをロープに詰めて一気にフックやボディフックで反撃するが中々ジョーンズ・ジュニアからクリーンヒットが決まらない。ジョーンズ・ジュニアはL字ガードをやったりガードをわざと広くするなどして圧力を強めていく。右フックを2発連続で放ってトリニダードがふらつく。終了間際にジョーンズ・ジュニアがコンビネーションをきれいに放つとトリニダードが両手をつくダウン。トリニダードがゴングに救われた。
11回も逆にトリニダードが圧力を強めて前に出るが中々強打が当たらない。ジョーンズ・ジュニアが粛々とフックやアッパーがシャープに決まりどんどん切り裂いていく。最終12回はジョーンズ・ジュニアがフックを連続で放つなど攻勢をアピールし終了。試合はそのまま判定となりジョーンズ・ジュニアが12回3-0(2者が116-110、117-109)の判定勝ちを収めジョーンズ・ジュニアがリスクを懸けたサバイバルに成功した。

## 試合後
2009年10月14日、トリニダードが会見を開いて「前みたいに良い試合をするためにコンディションが作れなくなった。今はプエルトリコから王者を出しているから若いのに譲る時が来た」と話して現役を引退した。
ジョーンズ・ジュニアがこの後も試合を続けるがまたしても負けが込んでしまいジョーンズ・ジュニアが落ちたという声が聞こえるようになった。